# Waterkrachtcentrale Harsprånget
De waterkrachtcentrale Harsprånget heeft een capaciteit van 977 MW en is daarmee de grootste waterkrachtcentrale in Zweden. De centrale ligt nabij de stad Porjus in Lapland, aan de Grote Lule (Stora Luleälven).

## Geschiedenis
De waterkrachtcentrale ligt in de Grote Lule op ongeveer acht kilometer stroomafwaarts van Porjus. Door de nabijheid van ijzererts in de omgeving van Kiruna, waren de watervallen van Harsprånget al zeer snel een optie voor het opwekken van elektriciteit. Als gevolg van de industriële ontwikkeling en de hogere vraag naar elektriciteit, werd in 1919 met de bouw van een krachtcentrale met een vermogen van 105 MW begonnen. Door de ernstige economische crisis na de Eerste Wereldoorlog nam de vraag naar elektriciteit af en in mei 1922 werd de bouw gestaakt.
Pas 20 jaar later, in 1945, werd de bouw hervat maar op een locatie twee kilometer verder stroomafwaarts. De eerste eenheid van de centrale kwam in 1951 in gebruik en toen alle drie turbines in 1952 klaar waren, was de capaciteit drie keer groter dan in 1919 was voorzien. Voor de communicatie met en het transport van personeel en bouwmaterieel naar de bouwwerf, werden een spoorlijn en een weg aangelegd vanaf Porjus. Door de geïsoleerde locatie moest een volledige stad met bijbehorende voorzieningen worden gebouwd. Die bestond uit huizen voor 1200 werknemers en hun gezinnen, winkels, een ziekenhuis, een politiebureau en vrijetijdsvoorzieningen.

## Huidige situatie
Harsprånget bestond aanvankelijk uit drie eenheden met een totale capaciteit van 330 MW. In 1974 werd begonnen met de bouw van twee extra eenheden die in 1978 en 1980 werden opgestart. De capaciteit werd opnieuw bijna verdrievoudigd tot 945 MW. In 2012 heeft Harsprånget vijf francisturbines met een totaal opgesteld vermogen van 977 MW en is daarmee de grootste waterkrachtcentrale in Zweden.
De stuwdam waarachter het water wordt vastgehouden is 50 meter hoog en 1400 meter lang. Het stuwmeer heeft een inhoud van ongeveer 6 miljoen m³. Per jaar genereert de centrale ruim 2 terawattuur aan elektriciteit.